# Dwa księżyce (album)
Dwa księżyce – ósmy album Antoniny Krzysztoń. Album promowała piosenka Biały wianek.

## Lista utworów
1. Biały wianek
2. Gdy cię ujrzałam
3. Usłysz proszę
4. Kiedy otworzył ciężkie drzwi
5. Kosowo Rwanda Betlejem
6. Nie zapomnij kochanie
7. Łezki
8. Dwa księżyce
9. Uśmiecham się
10. Pocałunki
11. Jest cisza
12. Dziękuję za słońce
13. Ty nie oglądaj się
14. Ty
15. Oto on